# Servomotor

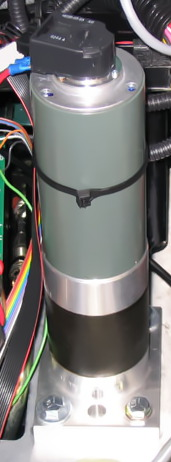
Un servomotor industrial.

Un servomotor (también llamado servo) es un dispositivo similar a un motor de corriente continua que tiene la capacidad de ubicarse en cualquier posición dentro de su rango de operación, y mantenerse estable en dicha posición.
El servomotor es un motor eléctrico que lleva incorporado un sistema de regulación que puede ser controlado tanto en velocidad como en posición.
Es posible modificar un servomotor para dar corriente continua que, si bien ya no tiene la capacidad de control del servo, conserva la fuerza, velocidad y baja inercia que caracteriza a estos dispositivos.

## Características
Está conformado por un motor y un circuito de control. También potencia proporcional para cargas mecánicas. Un servo, por consiguiente, tiene un consumo de energía reducido.
La corriente que requiere depende del tamaño del servo. Normalmente el fabricante indica cuál es la corriente que consume. La corriente depende principalmente del par, y puede exceder un amperio si el servo está enclavado.
En otras palabras, un servomotor es un motor especial al que se ha añadido un sistema de control (tarjeta electrónica), un potenciómetro y un conjunto de engranajes. Con anterioridad los servomotores no permitían que el motor girara 360 grados, solo aproximadamente 180; sin embargo, hoy en día existen servomotores en los que puede ser controlada su posición y velocidad en los 360 grados. Los servomotores son comúnmente usados en modelismo como aviones, barcos, helicópteros y trenes para controlar de manera eficaz los sistemas motores y los de dirección.

## Control
Los servomotores hacen uso de la modulación por ancho de pulsos (PWM) para controlar la dirección o posición de los motores de corriente continua. La mayoría trabaja en la frecuencia de los 50 hertz, así las señales PWM tendrán un periodo de veinte milisegundos. La electrónica dentro del servomotor responderá al ancho de la señal modulada. Si los circuitos dentro del servomotor reciben una señal de entre 1 a 1,4 milisegundos, este se moverá en sentido horario; entre 1,6 a 2 milisegundos moverá el servomotor en sentido antihorario; 1,5 milisegundos representa un estado neutro para los servomotores estándares. A continuación se exponen ejemplos de cada caso:
Señal de ancho de pulso modulado:
```
                _      __     ____          ____   _
               | |    |  |   |    |        |    | | |
               | |    |  |   |    |        |    | | |
      _________| |____|  |___|    |________|    |_| |__________
```

Motor en sentido horario (ejemplo 0,7 ms):
```
                _      _     _          _    _    _
               | |    | |   | |        | |  | |  | |
               | |    | |   | |        | |  | |  | |
      _________| |____| |___| |________| |__| |__| |___________
```

Motor neutral (1,5ms):
```
                 ___      ___     ___     ___    ___    ___
                |   |    |   |   |   |   |   |  |   |  |   |
                |   |    |   |   |   |   |   |  |   |  |   |
       _________|   |____|   |___|   |___|   |__|   |__|   |_____
```

Motor en sentido antihorario (ejemplo 1,8ms):
```
                ______      ______     ______     ______    ______
               |      |    |      |   |      |   |      |  |      |
               |      |    |      |   |      |   |      |  |      |
      _________|      |____|      |___|      |___|      |__|      |____
```

Este clase de motor no es muy usado en las industrias ni en los trabajos mecánicos por su precio y el coste del control. Esta tendencia va a menos a medida que dichos aspectos van reduciendo su coste.

### Servomotor vs motor paso a paso
Los servomotores se suelen considerar una versión de alto rendimiento de un motor paso a paso. Los motores paso a paso permiten un cierto control de la posición ya que tienen una serie de pasos integrados. Normalmente este tipo de motores se usan para control de posición en lazo abierto sin la necesidad de usar un encoder, ya que la señal de actuación especifica el número de pasos de movimiento a rotar. Es por esto, que el motor necesita estar en una posición conocida durante el arranque (por ejemplo, yendo a una posición conocida con un final de carrera, la primera vez que se pone en marcha).
La falta de lazo cerrado limita el rendimiento de los motores paso a paso ya que podrá sólo ir a la posición deseada en función de su capacidad. Si se superara la capacidad del motor, podría haber pérdida de pasos y errores de posición, con la necesidad de reiniciar o reposicionar el sistema. El encoder y controlador de un servomotor añaden unas prestaciones optimizadas para todo el sistema, para todas las velocidades y precisión.
Recientemente se están haciendo populares motores paso a paso con lazo cerrado. En el mercado se encuentran a veces productos en dos rangos distintos de precio (como cortadoras por láser) con modelos más asequibles usando motores paso a paso, y modelos más caros con servomotores. 